# Han Hollander
Hartog (Han) Hollander (Deventer, 5 oktober 1886 - Sobibór, 9 juli 1943) was de eerste Nederlandse radio-sportverslaggever.

## Levensloop
Hartog Hollander werd in Deventer geboren als zoon van de marktkoopman Simon Hollander en zijn vrouw Frouwke Hoogstraal. Hij was een van hun tien kinderen en bezocht in zijn geboortestad de hogereburgerschool.
Als jongeman was hij in 1902 een van de oprichters van de Deventer club Go Ahead, waar hij de naam van bedacht. Na zijn schooltijd werkte hij jaren voor de Hollandsche IJzeren Spoorweg-Maatschappij. Daarna ging hij de sportjournalistiek in: in 1921 werd hij adjunct-chef van de sportredactie van De Telegraaf. Hollander is het meest bekend door de verslagen van voetbalwedstrijden die hij van 1928 tot 1940 bracht voor de AVRO.

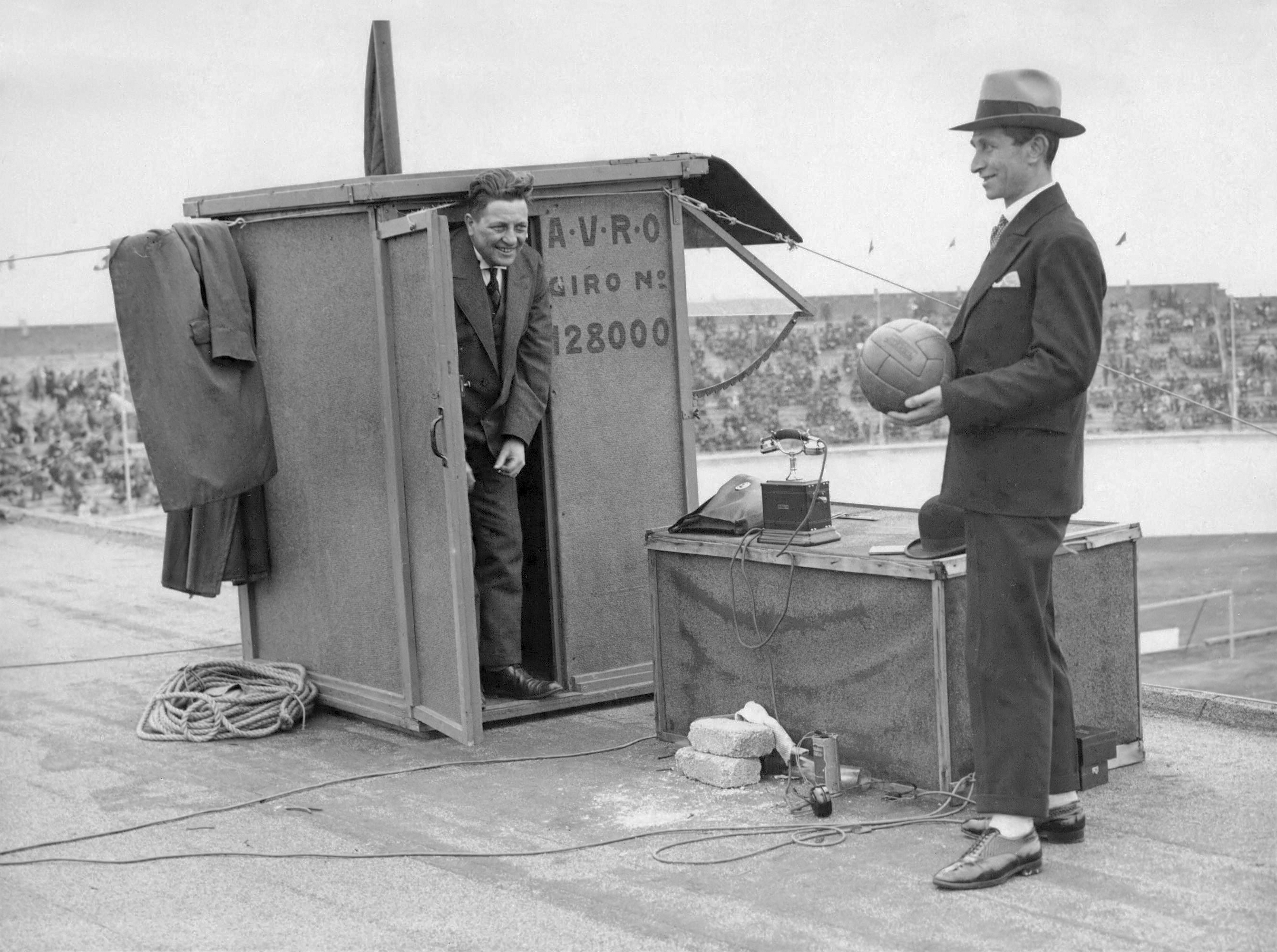
AVRO-directeur Willem Vogt (links) en radioverslaggever Han Hollander op het dak van het Nederlandsch Sportpark in Amsterdam op 11 maart 1928.

Tijdens zijn militaire dienst was een van zijn 'slapies' Willem Vogt, de latere directeur van de AVRO. Toen deze iemand zocht voor het eerste sportverslag op de Nederlandse radio, herinnerde hij zich Hollander, die vroeger al smakelijk over sport kon vertellen. Dat eerste verslag werd gegeven op 11 maart 1928, Nederland-België in Het Nederlandsch Sportpark in Amsterdam. En het was meteen zo'n succes dat Hollander erna meer dan 50 interlands versloeg en in de jaren 1930 bijzonder populair was.
Daaraan zal hebben bijgedragen dat het Nederlands elftal in die jaren goed presteerde. Vooral de kwalificatie voor het WK van 1934 leidde tot groot enthousiasme, dat ook op de reporter oversloeg. Hollander werd gezien als een deskundig en meeslepend verslaggever, al was zijn spreektempo veel lager dan men later gewend raakte. 
Hij was ook een niet onverdienstelijk zanger. De stem van Hollander is meermaals vastgelegd op grammofoonplaat, daaronder een niet uitgezonden opname uit 1934 met een curieuze racistisch getinte persiflage op een voetbalverslag 'Nederland - Timboektoe'.
Alhoewel hij herinnerd wordt als de eerste voetbalverslaggever, becommentarieerde Hollander ook allerlei andere sporten, zoals zwemmen en atletiek. Hij was ook verslaggever bij de Olympische Spelen van 1936 in Berlijn. Na die Spelen ontving hij een door Hitler ondertekende oorkonde, die hem later noodlottig is geworden. Nadat de Duitsers in 1940 Nederland binnenvielen, nam Vogt het zekere voor het onzekere: een aantal Joodse AVRO-medewerkers, onder wie Hollander, werd ontslagen, in zijn geval zogenaamd, omdat er wegens gebrek aan sportgebeurtenissen voor hem geen werk meer zou zijn. In werkelijkheid werden er in 1940 door de bezetter geen sportwedstrijden verboden. Overigens lopen onder historici de meningen over de achtergrond van het ontslag door Vogt van Hollander en andere Joodse AVRO-medewerkers uiteen.
Op zondag 21 april 1940 deed Hollander zijn laatste wedstrijdverslag van de interland Nederland - België.
Hollander meende dat hem, door het bezit van Hitlers oorkonde, weinig kon gebeuren en dook niet onder. Hij werd toch afgevoerd naar het kamp Westerbork. Volgens Werner Löwenhardt (die van het kampleven tekeningen maakte) verbleef de familie Hollander tijdens de oorlog niet in kamp Westerbork, maar in de barakken van het nabijgelegen Kamp Hooghalen waar de bewakers woonden. Documentairemaker Herbert Bitter heeft een aantal brieven, die Hollander daar schreef, gevonden.
In het gepubliceerde kampdagboek van journalist  Philip Mechanicus wordt dit bevestigd. Hij schrijft verder dat de deportatie van Hollander een strafmaatregel was. Zijn vrouw had een vrouw van een Duitse jood tijdens een aanvaring toegeroepen: "Er komt nog wel een andere tijd. Wij zullen jullie rotmoffen dan wel krijgen." Dit werd gerapporteerd aan de kampleiding met alle gevolgen van dien.
Op 6 juli 1943 werd Hollander met zijn vrouw vanuit Westerbork weggevoerd naar het vernietigingskamp Sobibór in Polen, waar zij op 9 juli aankwamen en dezelfde dag werden vermoord. Een andere bekende AVRO-medewerker, dirigent Jacob Hamel, zat ook bij dit transport en onderging hetzelfde lot. Dochter Fraukje Waterman - Hollander (1915-1943) is later gedeporteerd en werd vermoord in Auschwitz.

## Nagedachtenis

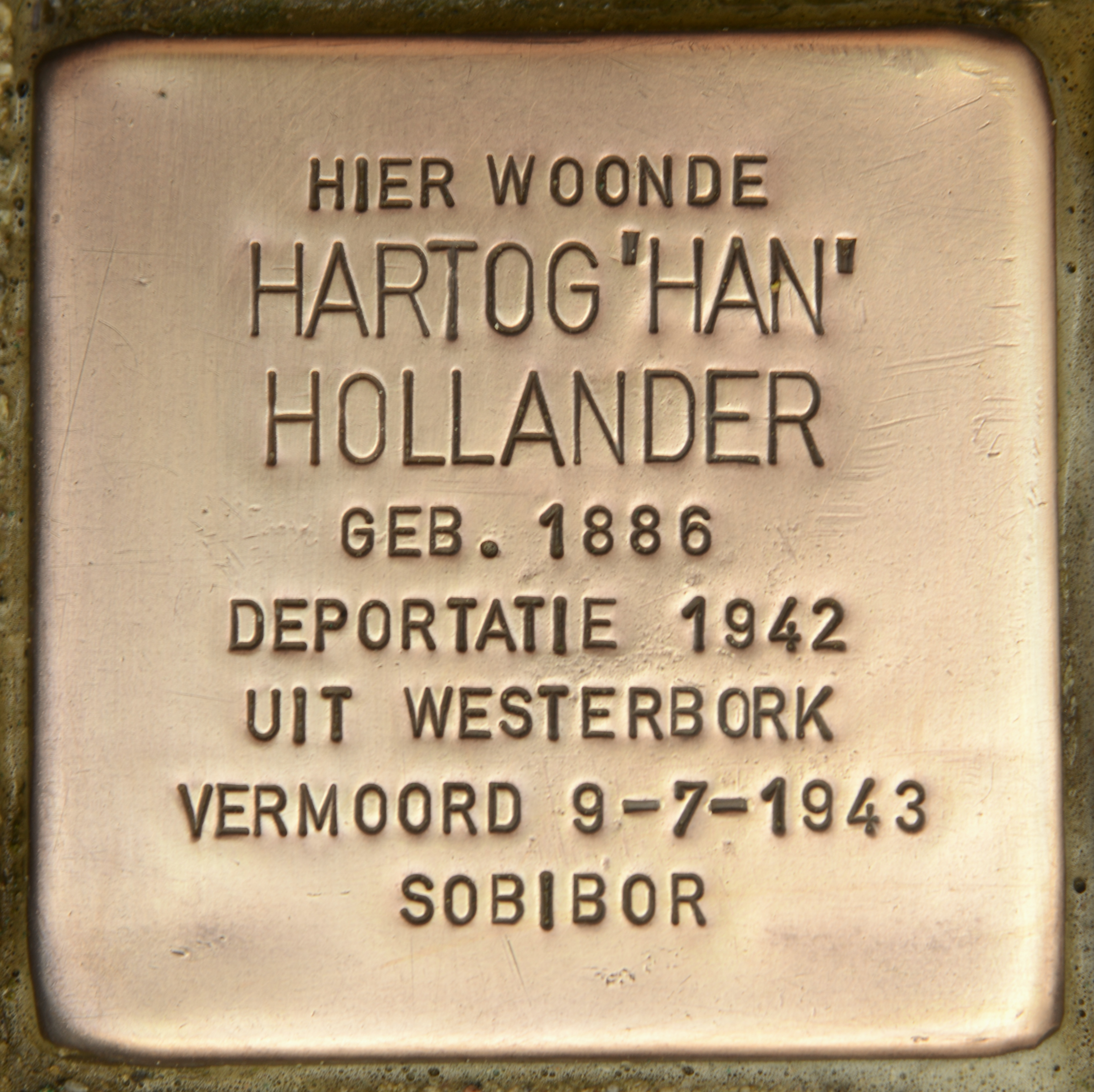
Stolperstein voor Han Hollander in Amsterdam-Zuid.

Han Hollander wordt op verschillende plaatsen herdacht: in 1956 nam Tom Schreurs, die honderden reportages met Hollander maakte, het initiatief tot het plaatsen van een plaquette in het Olympisch Stadion, die herinnert aan zijn eerste uitzending. In de Deventer wijk Colmschate is een plein naar hem vernoemd. Nico Scheepmaker schreef uitgebreid over hem in het boek "Het krankzinnige kwartiertje" (1978).
In Amsterdam werden op 4 mei 2009 Stolpersteine geplaatst op de Amstelkade voor Han Hollander en zijn echtgenote Leentje Hollander-Smeer. In 2013 werd een gedenkplaat onthuld bij het ouderlijk huis van Hollander aan de Walstraat in Deventer.

### Biografie
In september 2024 verscheen de biografie Han Hollander, de eerste radiostem van het Nederlandse voetbal bij Uitgeverij Balans. Het boek is geschreven door oud-radiopresentator Govert van Brakel.
Bij de presentatie van de biografie werd bekendgemaakt dat voetbalclub Go Ahead, samen met de supportersvereniging, Hollander gaat eren met een standbeeld. Dit standbeeld is op 2 mei 2025 onthuld bij stadion De Adelaarshorst in Deventer.
De biografie bracht de Stichting Nederlandse Sport Pers Service er toe om de Han Hollander Oeuvreprijs in het leven te roepen. De prijs werd voor het eerst in januari 2025 uitgereikt aan Mart Smeets.